# إحصاء هندسي
يجمع الإحصاء الهندسي بين الهندسة التطبيقية والإحصاء:
1. إن تصميم التجارب (DOE) عبارة عن منهجية لصياغة المشكلات العلمية والهندسية باستخدام النماذج الإحصائية. ويحدد البروتوكول إجراءات الاختيار العشوائي في التجربة، كما يحدد تحليل البيانات الأولية خاصةً في اختبار الفرضية. وفي التحليل الثانوي، يقوم المحلل الإحصائي بفحص المزيد من البيانات لطرح تساؤلات أخرى وللمساعدة في التخطيط للتجارب المستقبلية. وفي التطبيقات الهندسية، يكون الهدف هو تحسين العملية أو المنتج بدلاً من إخضاع الفرضية العلمية للفحص من أجل اختبار مدى كفاءتها التنبؤية.[1][2][3] ويقلل استخدام التصميم الأمثل (أو شبه الأمثل) من تكلفة التجربة.[2][6]
2. من أجل مراقبة الجودة ومراقبة العملية، يتم استخدام الإحصاءات كأداة لإدارة مطابقة مواصفات عمليات التصنيع ومنتجاتها.[1][2][3]
3. تستخدم هندسة الوقت والأساليب الإحصاءات لدراسة العمليات متكررة الحدوث في التصنيع من أجل وضع المعايير ومعرفة إجراءات التصنيع المُثلى (إلى حد ما).
4. الهندسة الوثوقية التي تقيس قدرة نظام ما على أداء وظيفته المقصودة (والوقت المحدد لذلك) تتضمن أدوات لتحسين الأداء.[2][7][8]
5. التصميم الاحتمالي الذي يتضمن استخدام الاحتماليات في تصميم المنتجات والأنظمة
6. من أجل التعرف على النظم، يتم استخدام الطرق الإحصائية لوضع النماذج الرياضية لـالأنظمة الديناميكية من البيانات التي يتم قياسها. ويشمل التعرف على النظم أيضًا التصميم الأمثل في تصميم التجارب من أجل إنتاج بيانات غنية بالمعلومات كي تكون ملائمة لتلك النماذج.[9][10]